# Brookesia minima
Brookesia minima Boettger, 1893 è un piccolo sauro della famiglia Chamaeleonidae, endemico del Madagascar.

## Biologia
Come le altre specie di Brookesia ha abitudini diurne e vive nella lettiera delle foreste; durante la notte cerca riparo in rifugi sopraelevati (piccole piante, rami secchi caduti al suolo).

## Distribuzione e habitat
L'areale di questa specie è ristretto a pochi siti del Madagascar nord-occidentale e all'isola di Nosy Be.

## Conservazione
La Lista rossa IUCN classifica Brookesia minima come specie in pericolo di estinzione (Endangered).
La specie è inserita nella Appendice II della Convention on International Trade of Endangered Species (CITES).
È presente in poche aree protette tra cui la riserva naturale integrale di Lokobe e la riserva speciale di Manongarivo.